# 홍승헌
홍승헌(洪承憲, 1854년 ~ 1914년)은 조선 말기의 문신이자 독립운동가이다. 본관은 풍산(豊山). 자는 문일(文一). 진천 출신. 이계 홍양호의 5대 종손이다.
참의내무부사, 대사헌, 궁내부특진관 등을 역임하였다. 1910년 만주로 망명하여 독립운동을 하다가 1914년 별세하였다.